# لیدیا پوپیل
لیدیا پوپیل (لهستانی: Lidia Popiel؛ زادهٔ ۱۸ ژانویه ۱۹۵۹) مدل و بازیگر اهل لهستان است.
از فیلم‌هایی که وی در آن‌ها نقش داشته‌است، می‌توان به کرول اشاره نمود.